# Klaudia Wanner
Klaudia Wanner (* 1967 in Tirol) ist eine österreichische Zeichnerin und Schauspielerin.

## Leben und Werk
Geboren und aufgewachsen in Tirol, aufgewachsen in Genf, lebte und arbeitete sie in München, Wien und zurzeit in Innsbruck.
Mit 14 Jahren erste Veröffentlichungen von Zeichnungen in einer Innsbrucker Literaturzeitschrift.
Nach der Matura absolvierte sie eine Graphik- und Schauspielausbildung in Innsbruck und ein Medienpsychologiestudium in Wien.
Bekannt wurde sie durch die Zusammenarbeit mit der Zeichnergruppe Mixer und den Anfang 2000 bis 2005 auf der ORF-Website veröffentlichten Comicstrip Titania.
Für die Medienwerkstatt machte sie animierte Kinowerbespots. 
Neben der Comicstripserie Titania, arbeitete sie auch an den Comicstrips Jackie’s Welt, Maximas Clan und global melange für das österreichische Satiremagazin Rappelkopf. In letzteren ist sie auch die Artdirektorin und gestaltete für die Ausgabe No.01 das Titelblatt.